# Gonatas tenimbrensis
Gonatas tenimbrensis es una especie de coleóptero de la familia Passalidae.

## Distribución geográfica
Habita en las islas Tenimber.